# Middlesex Guildhall

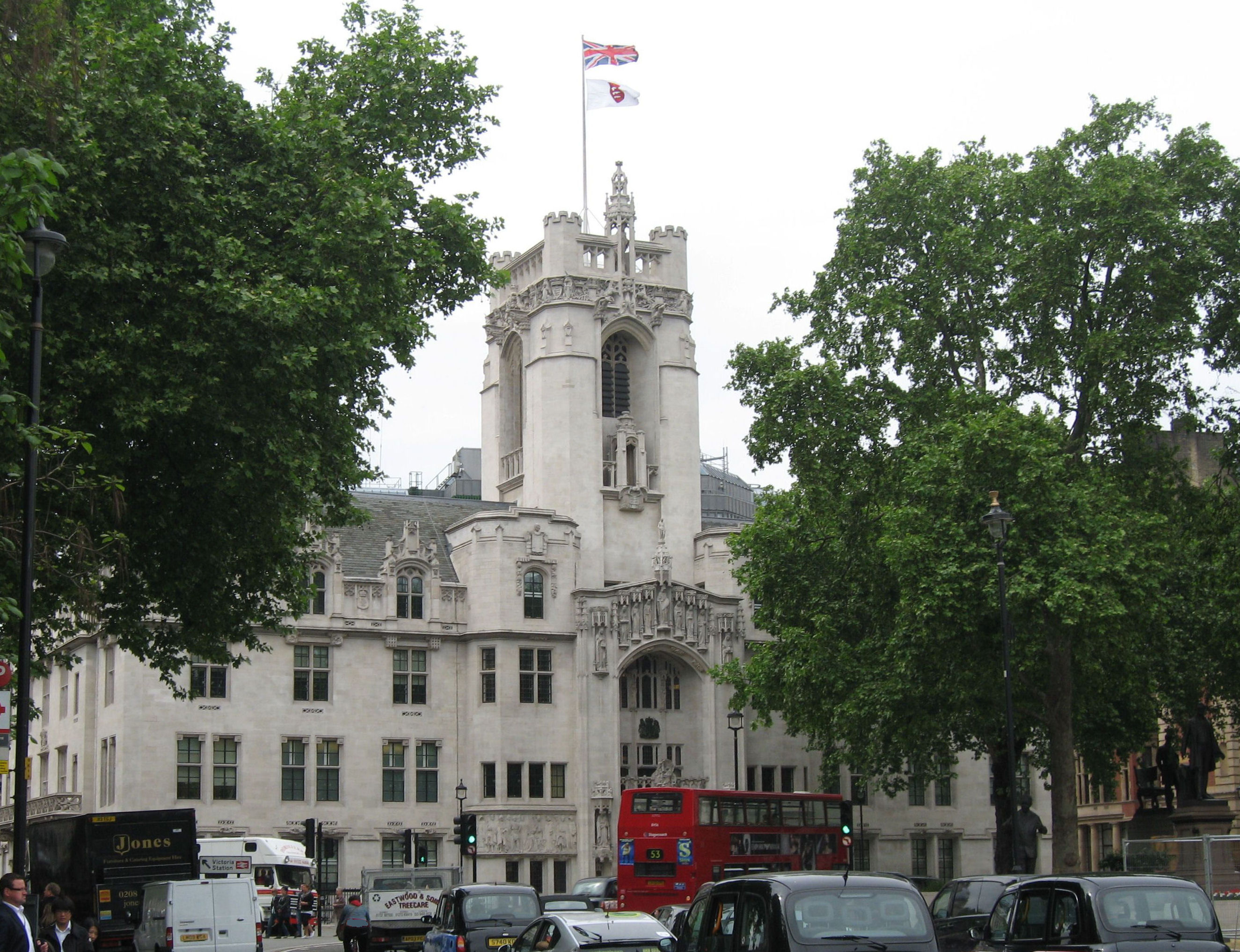
Middlesex Guildhall im Mai 2011

Die Middlesex Guildhall ist ein Gebäude im Londoner Stadtteil City of Westminster am Parliament Square; es dient als Sitz des Obersten Gerichtshofs des Vereinigten Königreichs sowie des Judicial Committee of the Privy Council.

## Geschichte
Auf dem Gelände am Parliament Square befand sich früher der Glockenturm der Westminster Abbey. Zwischen 1750 und 1800 wurde der Platz zudem als Marktplatz genutzt. Nachdem die Richter der City and Liberty of Westminster das Gelände übernommen hatten, baute Samuel Pepys Cockerell 1805 das erste Rathaus in der Form eines Achtecks mit einem Innenhof im Dorischen Stil. Als Westminster 1889 Teil des County of London wurde, ging das Gelände, auf dem das Rathaus stand, im Rahmen einer Gebietsreform an die Grafschaft Middlesex. 1893 entstand nach den Entwürfen von Frederick Hyde Pownall ein neues Gebäude im Tudorstil.
Das heutige Gebäude wurde von J. S. Gibson entworfen und in den Jahren 1906–1913 gebaut. Damit es sich in seine Umgebung einfügt, wurden Wasserspeier und Statuen des Bildhauers Henry Charles Fehr im Stil des Mittelalters angebracht. 1964 wurde die Grafschaft Middlesex aufgelöst und das Gebäude diente als Strafgericht mit sieben Gerichtssälen.
Auf der Rückseite des Gebäudes ist ein Teil der Mauer des Tothill-Fields-Bridewell-Gefängnisses eingelassen.

## Umbau
Nachdem die britische Regierung die Middlesex Guildhall als Sitz des Obersten Gerichtshofs ausgewählt hatte, wurden die Architekten von Feilden + Mawson und Foster + Partners mit der Planung des Umbaus beauftragt. Diese Pläne wurden äußerst kontrovers diskutiert. Neben den sehr hohen Kosten von über 50 Millionen Pfund fürchteten Denkmalschützer, der geplante Umbau würde einem so wichtigen Gebäude nicht gerecht. Obwohl das Gebäude in der Denkmalliste als bedeutendes Bauwerk von allgemeinem Interesse geführt wird, wurde nach diesen Plänen ein großer Teil der ursprünglichen Einrichtung entfernt.

## Weiterführende Literatur
- The Supreme Court of the United Kingdom: History, Art, Architecture. Chris Miele (Hrsg.) Merrell, London 2010, ISBN 978-1-85894-508-8.